# Ragnhild Pohanka
Ragnhild Louise Margareta Pohanka, född Krapf 31 maj 1932 i Bosjöklosters församling i Malmöhus län, död 18 november 2021 i Stora Tuna distrikt i Borlänge, var en svensk politiker (ursprungligen miljöpartist, sedermera vänsterpartist), språkrör för Miljöpartiet 1984–1986 samt riksdagsledamot 1988–1991 och 1994–1998.
Pohanka var dotter till provinsialläkaren Erwin Krapf och ämnesläraren Siri, född Carr. Hon tog studentexamen 1952 och folkskollärarexamen 1956 men kompletterade sedan sina studier på akademisk väg så att hon fick adjunktskompetens. Hon arbetade först i grundskolan och från 1971 som invandrarlärare i Borlänge. Hon valdes till språkrör på förtroenderådets möte hösten 1984 tillsammans med Per Gahrton. och omvaldes som språkrör 1985. 2002 lämnade hon Miljöpartiet de gröna för Vänsterpartiet, då hon ansåg att Miljöpartiet inte längre var det rättviseparti hon varit med och grundat. Därefter var hon aktiv i Vänsterpartiet i Borlänge och Dalarna och i Asylgruppen i Borlänge.
Pohanka var också engagerad inom Svenska Missionskyrkan. Hon var aktiv i Svenska kyrkan och blev den 17 mars 2012 invald i POSK:s styrelse för Västerås stift.
I sitt första äktenskap 1955–1972 med rektor Ingemar Öckerman fick hon fem barn. Hon var gift andra gången 1972–1987 och tredje gången från 1988 med civilingenjör Antonin Pohanka till dennes död 2007; i andra äktenskapet fick hon en son.

## Riksdagsuppdrag
- Riksdagsledamot 1988–1991, 1994–1998
- Suppleant i Bostadsutskottet 1988–1989
- Suppleant i Kulturutskottet 1989–1991
- Ledamot i Socialförsäkringsutskottet 1988–1991 och 1994–1998
- Suppleant i Socialutskottet 1994–1998
- Suppleant i Utbildningsutskottet 1994–1998
- Ledamot i Krigsdelegationen 1994–1998